# 山形車站
山形車站（日语：〔〕／ Yamagata eki */?）是一個位於日本山形縣山形市香澄町1丁目，由東日本旅客鐵道（JR東日本）所經營的鐵路車站。身為山形縣廳所在地、山形市的主車站，山形車站是JR東日本所屬的奧羽本線與仙山線兩條幹線級鐵路線，與地方交通線左澤線的交會點，除此之外與奧羽本線共用部分路段的山形新幹線在1992年至1999年之間，也曾一度以山形車站作為終點站，是山形縣內重要的交通樞紐。山形車站現行的車站大樓是在1993年啟用的第三代站屋，該站在2002年時以「在平成13年時迎接百週年慶的縣都玄關口車站」（平成13年に100周年を迎える県都の玄関口の駅）之緣由，獲選為東北車站百選（東北の駅百選）之列。
在2002年4月1日之前，日本貨物鐵道（JR貨物）曾在山形車站這裡設有貨運站，但目前貨運站部分早已廢站，業務改由山形線外貨運站（山形オフレールステーション）接手。

## 車站結構
地面車站，設有大規模的跨站式站房。山形新幹線、奧羽本線（山形線）、仙山線、左澤線各月台均位於地面。
新幹線月台為1面2線。1號月台為此站到發專用（不前往新庄方向。非港灣式月台），2號月台為上下行兼用。山形新幹線的兩個月台長度均為7節。新幹線月台近新庄側設有新幹線轉乘閘口。
在来線月台為2面5線。6號月台為切欠5號月台新庄方向的一部分月台。內有3、4號月台的標準軌月台，由奧羽本線（山形線）使用，5－7號月台由窄軌的仙山線、左澤線使用。3、4、7號月台的長度為10節。

### 月台配置
| 新幹線月台 |                   |          |                  |          |
| 月台       | 路線              | 方向     | 目的地           | 備註     |
| 1          | ■山形新幹線       | （上行） | 福島方向         | 此站始發 |
| 2          | ■山形新幹線       | （上行） | 福島方向         |          |
| （下行）   | ■山形新幹線       | 新庄方向 |                  |          |
| 在來線月台 |                   |          |                  |          |
| 3          | ■山形線（標準軌） | （下行） | 新庄方向         |          |
| 4          | ■山形線（標準軌） | （上行） | 福島方向         |          |
| 5          | 臨時月台（窄軌）  |          |                  |          |
| 6          | ■左澤線（窄軌）   |          | 寒河江、左澤方向 |          |
| 7          | ■仙山線（窄軌）   |          | 山寺、仙台方向   |          |

## 相鄰車站
東日本旅客鐵道
■山形新幹線
上之山溫泉－山形－天童
■山形線（奧羽本線）
藏王－山形－北山形
■仙山線
□快速、■普通
北山形－山形
■左澤線
山形－北山形

## 外部連結
- （日語）山形車站（JR東日本） （页面存档备份，存于）

38°14′55″N 140°19′39″E / 38.24861°N 140.32750°E